# 민주통일민중운동연합
민주통일민중운동연합(民主統一民衆運動聯合), 약칭 민통련(民統聯)는 1985년 3월 29일 민주통일국민회의와 민중민주운동협의회가 통합하여 결성된 대한민국 시민 단체이다. “운동의 통일, 통일을 바라는 민중의 뜻을 받들어 두 단체가 시대적 사명감으로 자발적으로 통합했다”고 통합 선언문에서 밝히며 1980년대 중반 재야 민주세력 결집체로 등장했으며, 의장은 문익환이었다.

## 배경
1984년 결성된 민중민주운동협의회(민민협)와 민주통일국민회의(국민회의)는 상향식 형태로 민중 운동의 대표성에 있어 서로 경쟁적 관계라서 두 운동체를 서로 통합코자 하였다. 이에 민민협 내 민청련, 개신교 운동단체들은 당면 연대운동의 목표를 민중역량 강화에 두고 부문운동의 독자성을 보장하는 협의체를 주장한 반면, 국민회의 측은 반독재 투쟁에 효율적 전개를 위한 단일 지도체제의 연합체적 조직건설을 주장하였다. 당면한 통합의 필요성에 의해 국민회의 안을 기본으로 통합을 이루는 연합체적 성격을 갖게 되었다. 1985년 2월 26일 민민협 중앙위원회에서 범 민주세력 통합을 결의하였고, 2월 27일 국민회의 확대집행위원회에서도 통합을 결의하였다.

## 통합
통합을 추진하는 준비소위원회는 “민주화와 민족통일 문제는 하나로 통일되어 있다”는 뜻으로 민주통일민중운동연합으로 이름을 결정하였다. 한달 후인 1985년 3월 29일 양측 중앙위원회 위원 1백여 명이 참석한 가운데 통합대회를 개최하였다.
이 통합대회에서 함석헌, 김재준, 지학순을 고문으로 추대하고, 의장에 문익환, 부의장에 계훈제, 김승훈을 선출하고, 민주통일국민회의와 민중민주운동협의회의 통합선언문을 발표하였다.
한반도는 제3세계의 모든 나라와는 달리 민족의 분단, 국토의 분단, 자원의 문단, 이데올로기의 분단이라는 험난한 장벽을 안고 있다. (중략) 이러한 역사적 경험 때문에 민주화와 통일은 양립된 개념이 아니라 표리일체의 관계에 있는 과제라는 진리가 자명해졌다. 민주적인 체제가 확립되지 않은 상황에서 극소수의 지배세력이 추진하는 상황에서는 민족을 기만하고 배신하는 행위가 도리 수 밖에 없다. (중략) 지난번의 총선에서 민주화를 요구하는 외침은 크게 울렸으나 유감스럽게도 민중이 주체가 되는 통일운동이 민주화 운동과 병행되어야 한다는 논리는 반영되지 않았다.— 통합선언문

## 임원
| 직책             | 이름                                                                           |
| ---------------- | ------------------------------------------------------------------------------ |
| 의장             | 문익환                                                                         |
| 부의장           | 계훈제, 김승훈                                                                 |
| 고문             | 함석헌, 김재준, 지학순                                                         |
| 지도위원         | 고영근, 유운필, 이소선, 함세웅, 문정현, 유강하, 신현봉, 이돈명, 송건호, 김병걸 |
| 중앙위원회 의장  | 강희남                                                                         |
| 민주 통일 위원장 | 김승균                                                                         |
| 사무총장         | 이창복                                                                         |
| 사무차장         | 장기표                                                                         |
| 조직국장         | 유영래                                                                         |
| 감사             | 호인수, 박진판, 정동익                                                         |
| 민생위원         | 이부영                                                                         |
| 정책기획실장     | 임채정                                                                         |
| 대변인           | 김종철,이은경                                                                  |
| 총무국 간사      | 홍성엽, 유옥순                                                                 |
| 사회국 간사      | 정선순                                                                         |
| 홍보국장         | 임경남,정의찬                                                                  |
| 간사             | 박계동, 김부겸                                                                 |

## 활동

### 제 1 시기
1985년 3월 민통련 창립부터 개헌투쟁이 본격화되는 9월 전후 시기
- 1985년 5월 10일 레이건 미국 대통령에게 공개서한을 발송하여 항구적인 분단 고착화를 의도한 남북교차승인을 반대하고, 군사독재정권을 비호하는 미국이 민주정부수립을 불가능하게 만들고 있다고 우려했다. 그리고 민중이 주체가 되는 통일논의와 한반도 평화, 남북대화에 대한 미국의 지지를 촉구하였다.
- 1985년 7월 4일 7·4 남북 공동 성명 13주년을 맞아 민족통일 논의에 대한 입장 발표
- 1985년 9월 20일 민청련, 한국기독교농민회 총연합회, 노동선교협의회, 민중불교운동연합, 전남사회운동협의회, 전북민주화운동협의회, 부산민주화운동협의회, 충남민주화운동협의회, 충북민주화운동협의회, 인천지역사회운동연합, 서울노동운동연합 등 합류

### 제 2 시기
개헌투쟁이 본격화되고, 1987년 6월 항쟁으로 6·29 선언을 이끌어 냄
- 1985년 11월 20일 민주헌법쟁취위원회 결성하여 5공화국 헌법을 거부하고, 군사독재를 비호하는 외세와 독재권력에 맞서 민주화와 통일을 이루고 이 땅의 민중의 생존권을 보장할 민주헌법을 쟁취할 것을 결의
- 1986년 3월 17일 김대중, 김영삼, 이민우, 문익환 등과 함께 민주화를 위한 국민연락기구라는 반독재 저항 연대조직 결성하고, 군사독재 퇴진과 민주헌법 쟁취를 위한 범국민 서명운동
- 1986년 3월 31일 정기총회 개최. 의장에 문익환, 부의장에 계훈제, 김승훈, 백기완, 성건호, 이소선, 이창복 선출
- 1986년 5월 3일 인천에서 개헌추진 결성대회 개최 (1980년 이후 최대의 가두투쟁, 한국전쟁 이후 최대의 반외세 투쟁으로 평가)
  - 문익환, 이창복, 장기표, 장영달, 오대영 등 민통련 핵심간부들이 국가보안법, 소요죄, 집시법 등으로 구속되고, 민통련 사무실 압수수색하는 과정에서 장기표가 작성한 민주통일 민중운동론 발각
- 1986년 5월 20일 문익환은 서울대학교 5월제에서 연설하던 중 이동수 학생의 분신 투신으로 1심에서 3년형을 선고받고 투옥됨
- 전두환의 4·13 호헌 조치 발표로, 1987년 5월 27일 민주헌법쟁취국민운동본부(국본) 결성하는데 중심적인 역할을 하고 국본은 610 투쟁을 선언.

### 제 3 시기
대선투쟁이 마무리되는 1988년 2월까지
- 1987년 7월 8일 문익환 의장 형집행 정지로 출옥
- 1987년 10월 3일 민통련과 국본은 연세대에서 개천절 기념행사 및 민주정부수립을 위한 시국 대강연회 개최
- 1987년 10월 16일 국본주최 시국토론회 개최, 남북한 올림픽 단일팀
- 1987년 10월 10일 김영삼의 대통령 후보 공식 출마 선언으로, 민통련 중앙위원회는 10월 12일 야권의 범국민 단일후보로 김대중 추천
- 1987년 12월 16일 선거결과 민주화 진영이 출신지역 중심으로 분열되어 노태우 후보 승리

### 제 4 시기
대선과정의 분열을 극복하기 위해 민통련을 발전적으로 해소하고 1989년 1월 21일 전국민족민주운동연합 결성

## 같이 보기
- 전국민족민주운동연합
- 문익환
- 민족 해방